# Terrore rosso

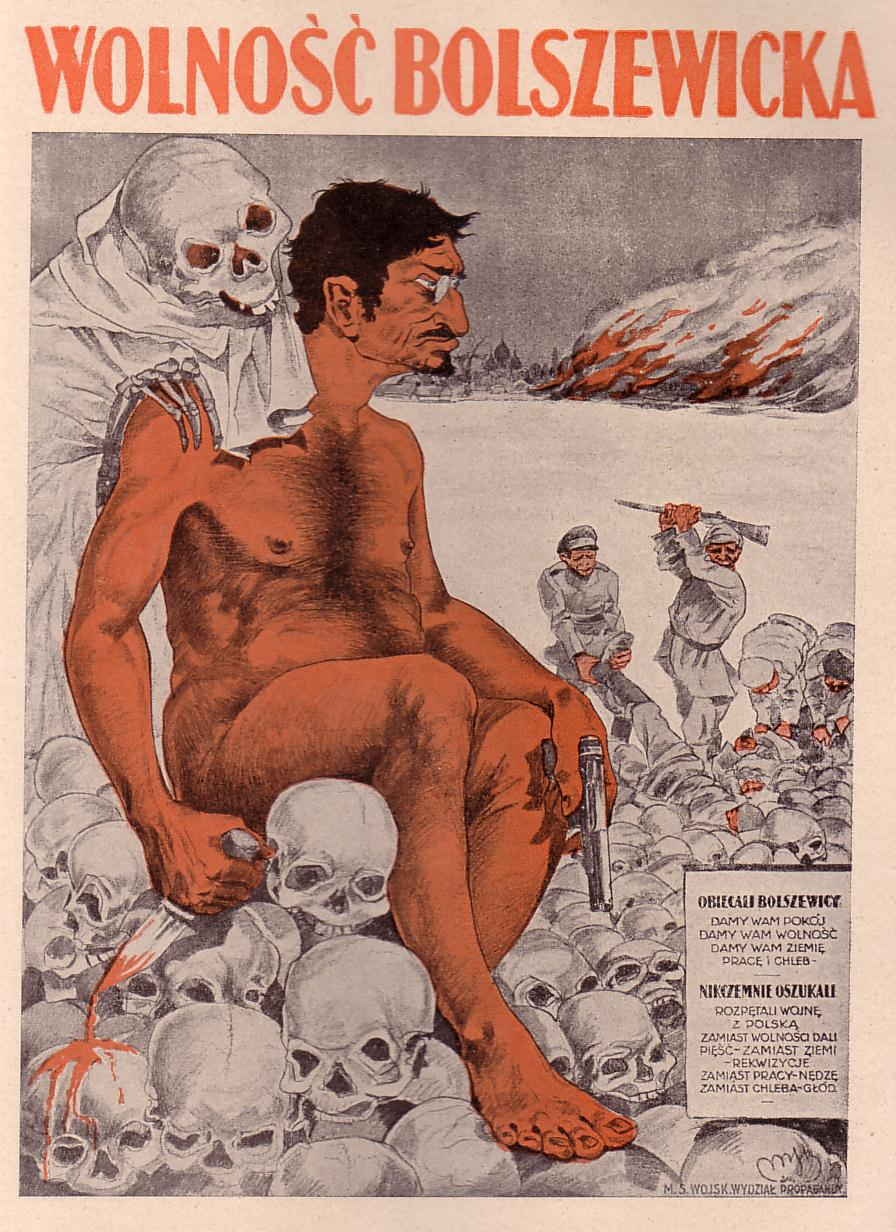
Libertà bolscevica: manifesto anticomunista polacco che fa riferimento al Terrore rosso incarnato dalla figura di Lev Trockij

Il Terrore rosso (in russo кра́сный терро́р?, krásnyj terrór) fu una campagna di arresti di massa, deportazioni ed esecuzioni indirizzata verso i controrivoluzionari durante la guerra civile russa intrapresa dai bolscevichi in seguito all'assassinio il 30 agosto 1918 del capo della Čeka di Pietrogrado, Moisej Urickij, e al tentato omicidio di Vladimir Lenin da parte della socialrivoluzionaria Fanny Kaplan. 
Per estensione, l'espressione venne a indicare qualsiasi atto di violenza compiuto da gruppi comunisti o a essi affiliati, in periodi di guerra civile o altro conflitto armato.
Il termine "Terrore rosso" non deve essere confuso con il termine "Paura rossa".

## Descrizione e caratteristiche
Il fatto che queste due azioni avvenissero nello stesso momento suggerì che esse fossero coordinate da qualche grande organizzazione controrivoluzionaria, presuntivamente affiliata all'Armata Bianca, che stava combattendo contro l'Armata Rossa nella guerra civile. Per questo i bolscevichi iniziarono a temere che altri tentativi di assassinio (nonché diversi atti di sabotaggio) sarebbero presto seguiti. Essi decisero quindi di rispondere con una soverchiante forza repressiva, sia come rappresaglia per i fatti del 30 agosto, che come deterrente per tentativi similari. Il primo annuncio ufficiale, l'"Appello alla classe operaia", pubblicato sulla Izvestija il 3 settembre 1918, chiamava i lavoratori a "schiacciare l'idra della controrivoluzione con massiccio terrore". A ciò fece seguito il decreto Sul terrore rosso, emanato il 5 settembre dalla Čeka. L'ondata repressiva avviata dal governo bolscevico non risparmiò neppure i vecchi alleati nella causa rivoluzionaria quali i socialrivoluzionari, progressivamente defilatisi dalle politiche radicali del nuovo regime e responsabili dei sommovimenti anti-bolscevichi del 6-7 luglio (che videro tra l'altro l'attentato all'ambasciatore tedesco Mirbach a Mosca). 

## Fenomeni affini
Esempi storici affini sono l'esecuzione di 590 persone accusate di essere coinvolte nel colpo di Stato controrivoluzionario contro la Repubblica Sovietica Ungherese il 24 giugno 1919, e gli atti di violenza durante la Rivoluzione culturale nella Repubblica Popolare Cinese. La campagna che costò decine di migliaia di vite in Eritrea ed Etiopia durante il governo del Derg è nota anch'essa come "Terrore rosso".